# Azerspace 2/Intelsat 38
O Azerspace 2/Intelsat 38 é um satélite de comunicação geoestacionário que foi construído pela Space Systems/Loral (SS/L). Ele está localizado na posição orbital de 45 graus de longitude lesta e é operado em conjunto pela Azercosmos e Intelsat. O satélite foi baseado na plataforma SSL-1300 e sua expectativa de vida útil é de 15 anos.

## História
A Agência de Comércio e Desenvolvimento dos Estados Unidos (USTDA) concedeu uma doação de 500 000 dólares para a Azercosmos, a agência espacial do Azerbaijão, para desenvolver um estudo de viabilidade para o projeto do satélite de telecomunicações Azerspace 2 com o objetivo de fornecer serviços para o Azerbaijão, a região próxima e a África.
Em fevereiro de 2015, a Intelsat e a Azercosmos anunciaram que as duas empresas assinaram um acordo estratégico sobre a posição orbital de 45 graus leste. As duas empresas colaboraram estreitamente na concepção do satélite Azerspace 2/Intelsat 38 e alavancaram suas respectivas forças e capacidades durante as fases de desenvolvimento de produção e de operação.
O novo satélite fornece continuidade do serviço prestado pelo satélite Intelsat 12 atualmente estacionado a 45 graus leste, uma posição orbital que hospeda plataformas direct to home (DTH) e fornece conectividade para serviços de rede corporativos na África. O novo satélite Intelsat 38 também fornece serviços em toda a Europa Central e Oriental, Ásia e África.
Para a Azercosmos, o novo satélite oferece ofertas de maior capacidade, cobertura e serviços para apoiar as crescentes demandas da região para serviços de DTH, o governo e os serviços de rede atualmente suportadas pelo Azerspace 1.

## Lançamento
O satélite foi lançado com sucesso ao espaço em 25 de setembro de 2018, às 22:38 UTC, por meio de um veículo Ariane 5 ECA da empresa francesa Arianespace, que foi lançado a partir do Centro Espacial de Kourou na Guiana Francesa, juntamente com o satélite Horizons 3e. Ele tinha uma massa de lançamento de 3 500 quilogramas.

## Capacidade e cobertura
O Azerspace 2/Intelsat 38 está equipado com 35 transponders de banda Ku para fornecer serviços de telecomunicações para a África, Ásia, Europa e Oriente Médio.